# Igelhulte göl
Igelhulte göl är en sjö i Hultsfreds kommun i Småland och ingår i Viråns huvudavrinningsområde. Sjön har en area på 0,169 kvadratkilometer och ligger 103,2 meter över havet. Igelhulte göl ligger i Viråns vattensystem Natura 2000-område. Sjön avvattnas av vattendraget Illån.

## Delavrinningsområde
Igelhulte göl ingår i det delavrinningsområde (636500-151710) som SMHI kallar för Mynnar i Näjern. Medelhöjden är 113 meter över havet och ytan är 25,13 kvadratkilometer. Räknas de 2 avrinningsområdena uppströms in blir den ackumulerade arean 96,03 kvadratkilometer. Illån som avvattnar avrinningsområdet har biflödesordning 2, vilket innebär att vattnet flödar genom totalt 2 vattendrag innan det når havet efter 40 kilometer. Avrinningsområdet består mestadels av skog (80 procent) och jordbruk (12 procent). Avrinningsområdet har 0,7 kvadratkilometer vattenytor vilket ger det en sjöprocent på 2,6 procent.